# Bob Taft

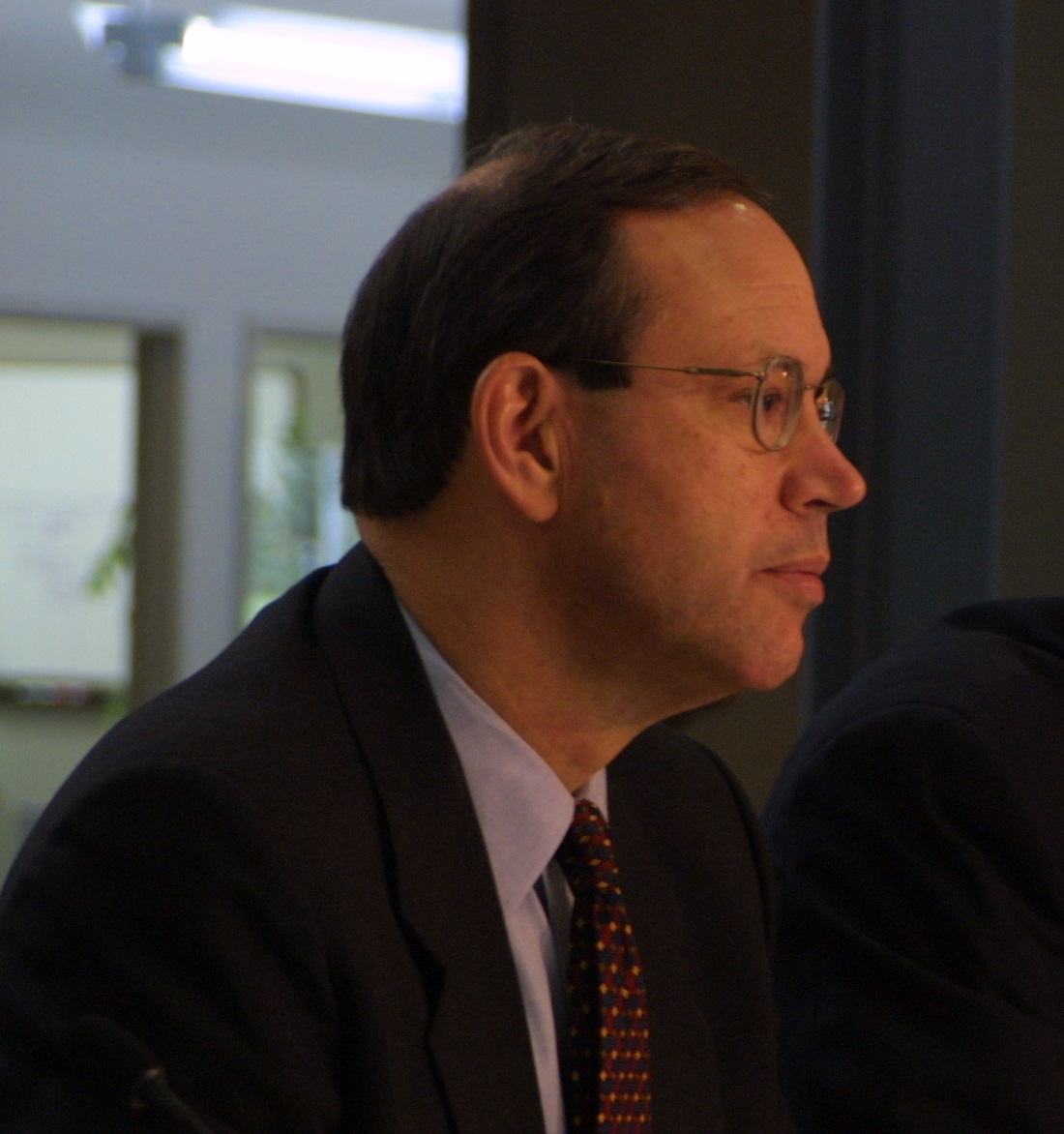
Bob Taft (2002)

Robert Alphonso „Bob“ Taft III (* 8. Januar 1942 in Boston, Massachusetts) ist ein US-amerikanischer Politiker (Republikanische Partei). Er war von Januar 1999 bis Januar 2007 Gouverneur des Bundesstaates Ohio.

## Leben
Bob Taft entstammt einer prominenten politischen Familie. Sein Urgroßvater William Howard Taft war der 27. Präsident der Vereinigten Staaten. Sein Großvater Robert A. Taft und sein Vater Robert Taft junior waren jeweils US-Senatoren. Auch ist er entfernt verwandt mit dem ehemaligen US-Präsidenten George W. Bush und dessen Vizepräsident Dick Cheney. Taft besuchte die Princeton University und studierte anschließend am College of Law der University of Cincinnati Jura. Danach war er im Auftrag des Friedenscorps freiwilliger Lehrer in Ostafrika.

## Politischer Aufstieg
Entsprechend der Familientradition ergriff auch Bob Taft den Beruf des Politikers. Zwischen 1976 und 1981 saß er als Abgeordneter im Repräsentantenhaus von Ohio. Zwischen 1981 und 1990 war er beim Hamilton County als County Commissioner beschäftigt. Im Jahr 1986 bewarb er sich erfolglos für das Amt des Vizegouverneurs. Zwischen 1991 und 1999 war er Secretary of State von Ohio. Taft wurde 1998 mit 50 % der Stimmen gegen seinen demokratischen Konkurrenten Lee Fisher zum Gouverneur von Ohio gewählt. Seine Wiederwahl zur zweiten und letzten Amtszeit als Gouverneur erreichte er im Jahr 2002 mit 58 % gegen den Demokraten Tim Hagan, der 38 % erhielt.

## Gouverneur von Ohio
Zwischen dem 1. Januar 1999 und dem 8. Januar 2007 war Bob Taft Gouverneur von Ohio. Sein Ziel war die Schaffung neuer gut bezahlter Arbeitsplätze. Auch das Schulsystem sollte verbessert werden. Unter Taft wurde in Ohio die Todesstrafe wieder eingeführt. In der Folge der Terroranschläge am 11. September 2001 wurde auch Ohio von der wirtschaftlichen Rezession befallen. Darunter litten auch die Pläne Tafts. Hinzu kamen einige Vorwürfe gegen den Gouverneur wegen Begünstigungen im Amt zu Gunsten von Lobbyisten. Am 17. August 2005 wurde er wegen vier Verstößen zu einer Geldstrafe von 4000 Dollar plus den Gerichtskosten verurteilt. Laut der Staatsverfassung hätte dieses Urteil zu seiner Amtsenthebung führen müssen. Da darauf jedoch verzichtet wurde, konnte er seine Amtszeit regulär beenden.
Laut dem Magazin TIME war Taft einer der drei schlechtesten Gouverneure der USA. Im Dezember 2005 sank seine Zustimmungsrate in der Bevölkerung auf 17 %, dagegen lehnten ihn 80 % ab. Am 27. Dezember 2006 wurde Taft vom Supreme Court of Ohio gerügt, weil er erhaltene Geschenke im Wert von 6000 Dollar nicht angemeldet hatte. Diese Rüge wurde seiner Akte bei der Anwaltskammer beigefügt. Seit August 2007 arbeitet Taft für die University of Dayton. Er ist verheiratet und hat ein Kind.
Während seiner Amtszeit fing Ohio nach 1976 wieder an, Menschen hinzurichten. Insgesamt wurden während seiner Amtszeit zwischen 1999 und 2006 24 Menschen in Ohio hingerichtet.
Anzahl der Hinrichtungen pro Jahr während seiner Amtszeit:
| Jahr   | 1999 | 2001 | 2002 | 2003 | 2004 | 2005 | 2006 |
| Anzahl | 1    | 1    | 3    | 3    | 7    | 4    | 5    |

Ohio ist unter den Nordstaaten derjenige, der die meisten Todesurteile seit 1976 vollstreckt hat.